# Тета¹ Южного Креста
Тета¹ Южного Креста (θ1 Cru, Theta1 Crucis) — двойная звезда в созвездии Южного Креста. Видимая звёздная величина 4.32m (видна невооружённым глазом). Звезду классифицируют как Am. Тета¹ Южного Креста удалена примерно на 230 световых лет от Солнца.